# 佩氏紅點鮭
佩氏紅點鮭，為輻鰭魚綱鮭形目鮭科的其中一種，為溫帶淡水魚，被IUCN列為易危保育類動物，分布於歐洲英國威爾斯Peris、Padarn、Cwellyn及Bodlyn湖流域，體長可達25公分，棲息在底中層水域，生活習性不明。

## 擴展閱讀
維基物種上的相關：佩氏紅點鮭